# Стобихва
Стоби́хва — село в Україні, у Камінь-Каширській громаді Камінь-Каширського району Волинської області. Населення становить 30 особа.

## Географія
Село розташоване на лівих берегах річок Стобихівки та Стоходу.

## Історія
Станом на 1885 рік у колишньому власницькому містечку Боровенської волості Ковельського повіту Волинської губернії мешкало 561 особа, налічувалось 86 дворів, існували православна церква, єврейський молитовний будинок, 3 постоялих будинки, 4 лавки, 3 ярмарки на рік.
За переписом 1897 року кількість мешканців зросла до 1214 осіб (593 чоловічої статі та 621 — жіночої), з яких 722 — православної віри, 492 — юдейської.

## Населення
Згідно з переписом УРСР 1989 року чисельність наявного населення села становила 91 особа, з яких 42 чоловіки та 49 жінок.
За переписом населення України 2001 року в селі мешкало 78 осіб.

### Мова
Розподіл населення за рідною мовою за даними перепису 2001 року:
| Мова       | Відсоток |
| ---------- | -------- |
| українська | 98,77 %  |
| російська  | 1,23 %   |